# Pseudosubria decipiens
Pseudosubria decipiens är en insektsart som beskrevs av Heinrich Hugo Karny 1926. Pseudosubria decipiens ingår i släktet Pseudosubria och familjen vårtbitare. Inga underarter finns listade i Catalogue of Life.